# Parc Longchamp

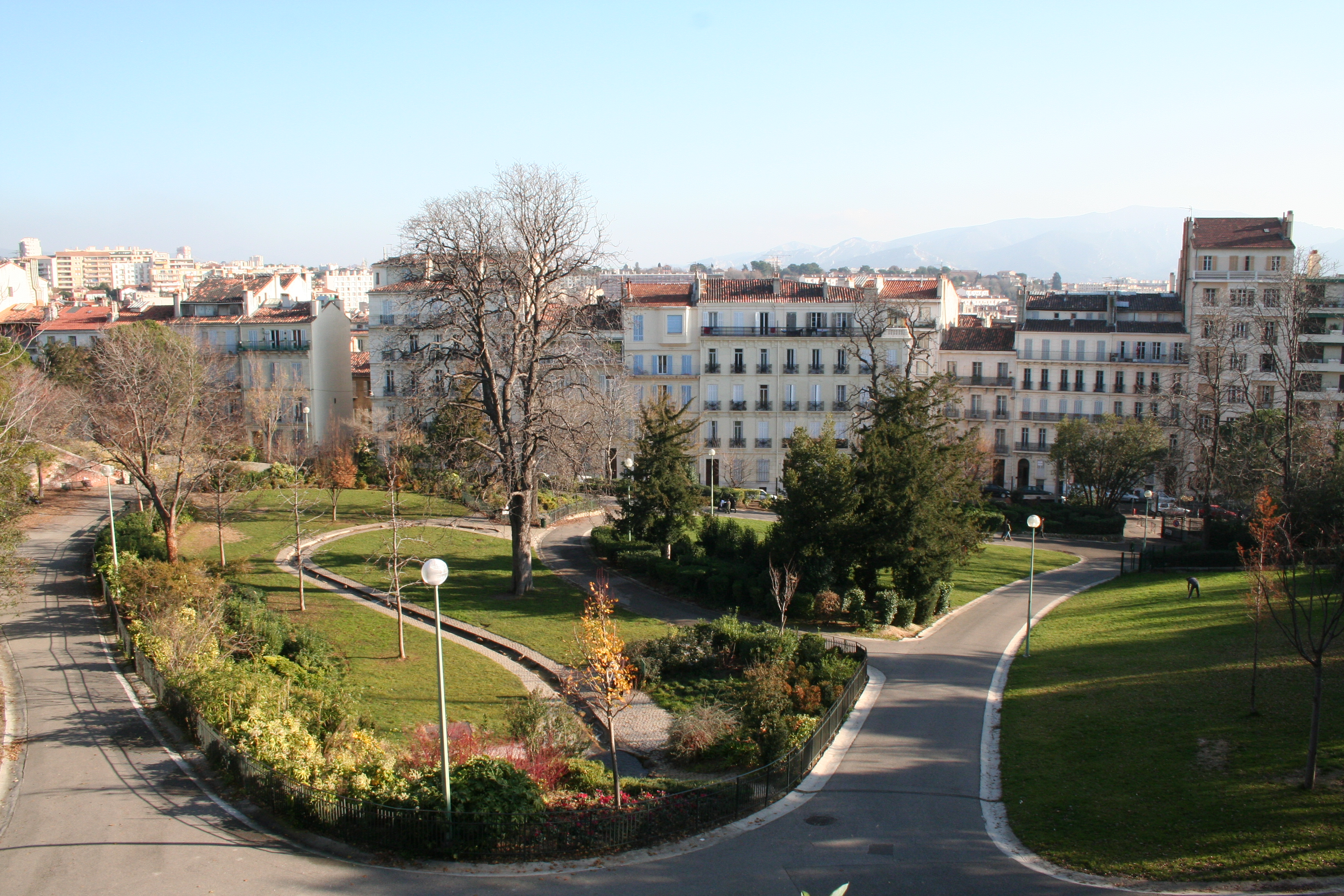
Parc Longchamp, Landschaftspark nach englischem Vorbild

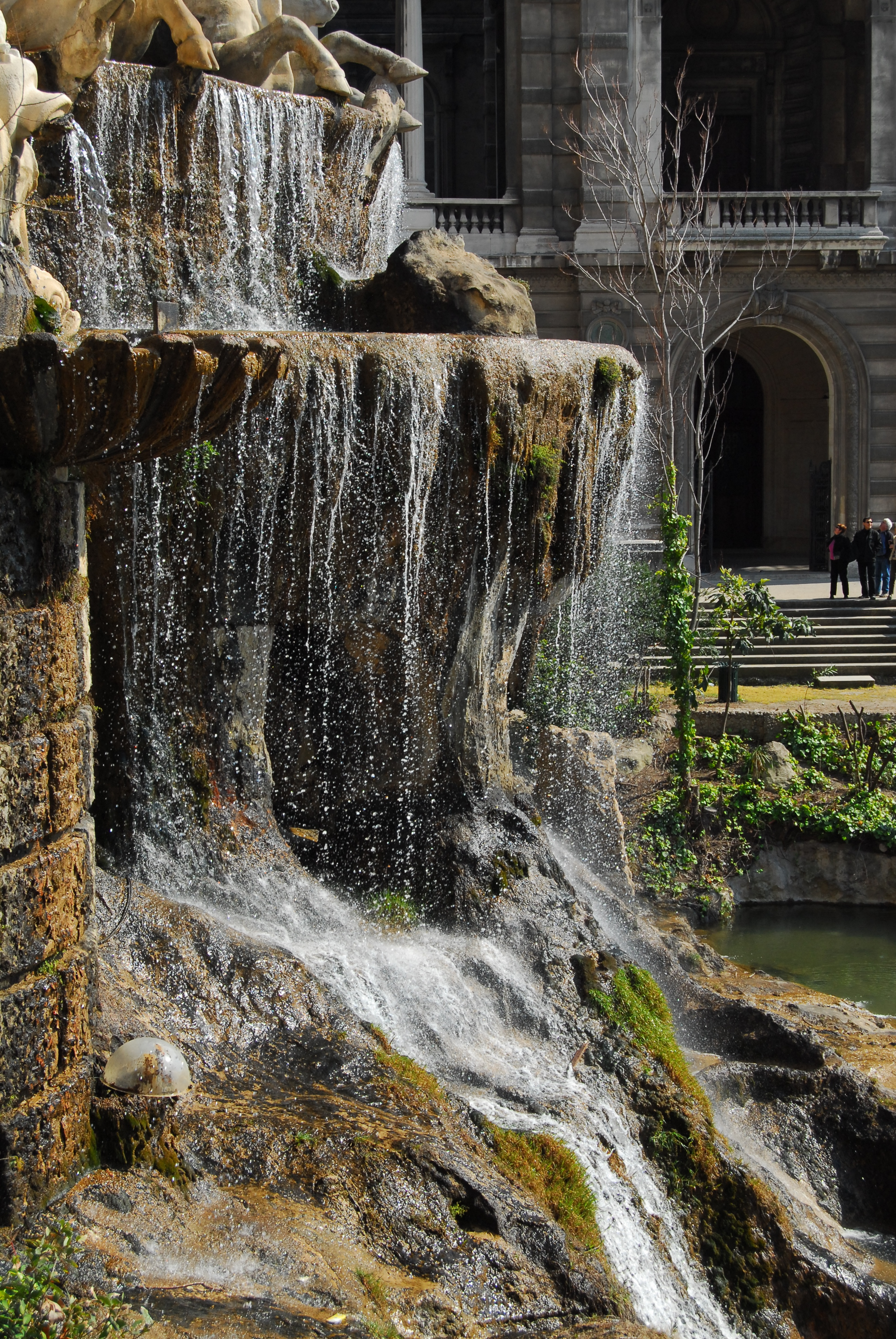
Wasserfall im Parc Longchamp

Der Parc Longchamp ist eine öffentliche Grünanlage im 4. Arrondissement von Marseille. Der etwa acht Hektar umfassende Park gehört zu den wenigen innerstädtischen Grünflächen. Er wurde 1869 zusammen mit den Museumsbauten des Palais Longchamp eröffnet, dessen Gebäude und vorgelagerte Brunnenanlage den südwestlichen Teil des Parks prägen. Im zentralen Bereich ist der Park im Stil eines Englischen Landschaftsgartens gestaltet. Größere Bereiche im östlichen Teil der Anlage dienten bis 1987 als Zoo. Hiervon zeugen bis heute einige Tiergehege und weitere Bauten. Der Park dient vor allem der Naherholung der Bevölkerung aus den umliegenden Vierteln und bietet verschiedene Möglichkeiten der Freizeitgestaltung. Darüber hinaus weist er eine große Vielfalt an Pflanzen auf und ist Heimat einer Reihe von Vogelarten.

## Lage und Verkehrsanbindung.

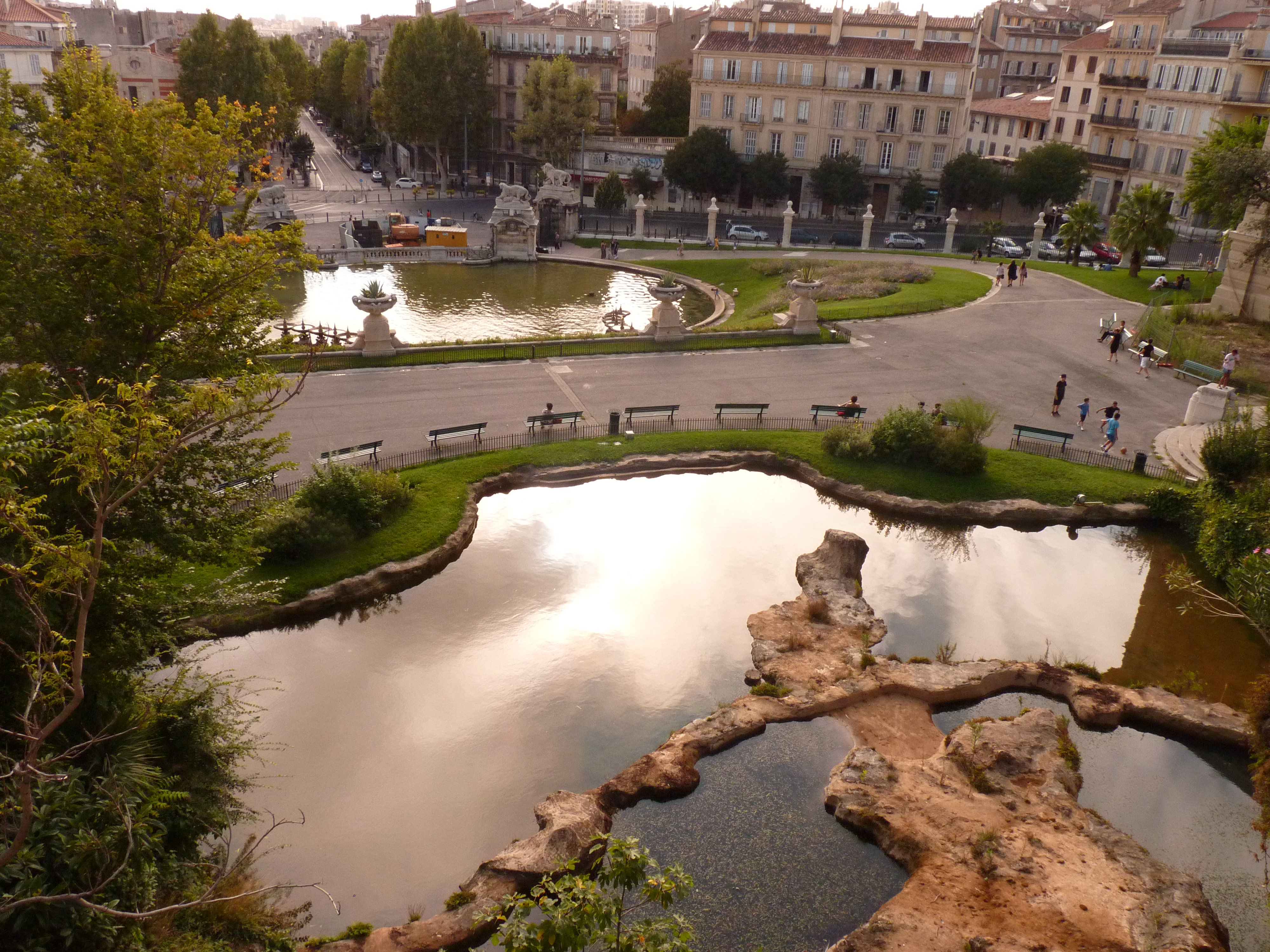
Brunnenanlage mit Blick zur Place Henri Dunant

Der Parc Longchamp befindet sich auf dem Hügel Plateau Longchamp im 4. Arrondissement von Marseille. Die Grünanlage wird begrenzt vom Boulevard Philippon, von der Place Henri-Dunant, dem Boulevard Montricher, der Rue Edouard Stephan, dem Place Louis-Rafer, der Allée Jean-Louis Pons, dem Boulevard Cassini, der Impassé Ricard Digne, einem Abschnitt der Bahnstrecke vom Bahnhof Marseille-Saint-Charles zum Bahnhof Marseille-Blancarde, der Wohnbebauung an der Rue Louis Gibert, dem Boulevard du Jardin Zoologique, der Wohnbebauung an der Rue Buffon und der Impassé Montbard. Ursprünglich reichte der Parc bis an den Boulevard Camille-Flammarion. Dieser Bereich rund um die alte Sternwarte Observatoire de Marseille wird jedoch nicht mehr dem Parc Longchamp zugerechnet. Die Metrostation Cinq-Avenues – Longchamp liegt direkt an der Ostseite des Parks, die Straßenbahnhaltestelle Longchamp befindet sich am südwestlichen Ende des Parks nahe der Brunnenanlage vor dem Palais Longchamp. Zudem gibt es mehrere Bushaltestellen in der unmittelbaren Nähe der verschiedenen Parkeingänge.

## Geschichte

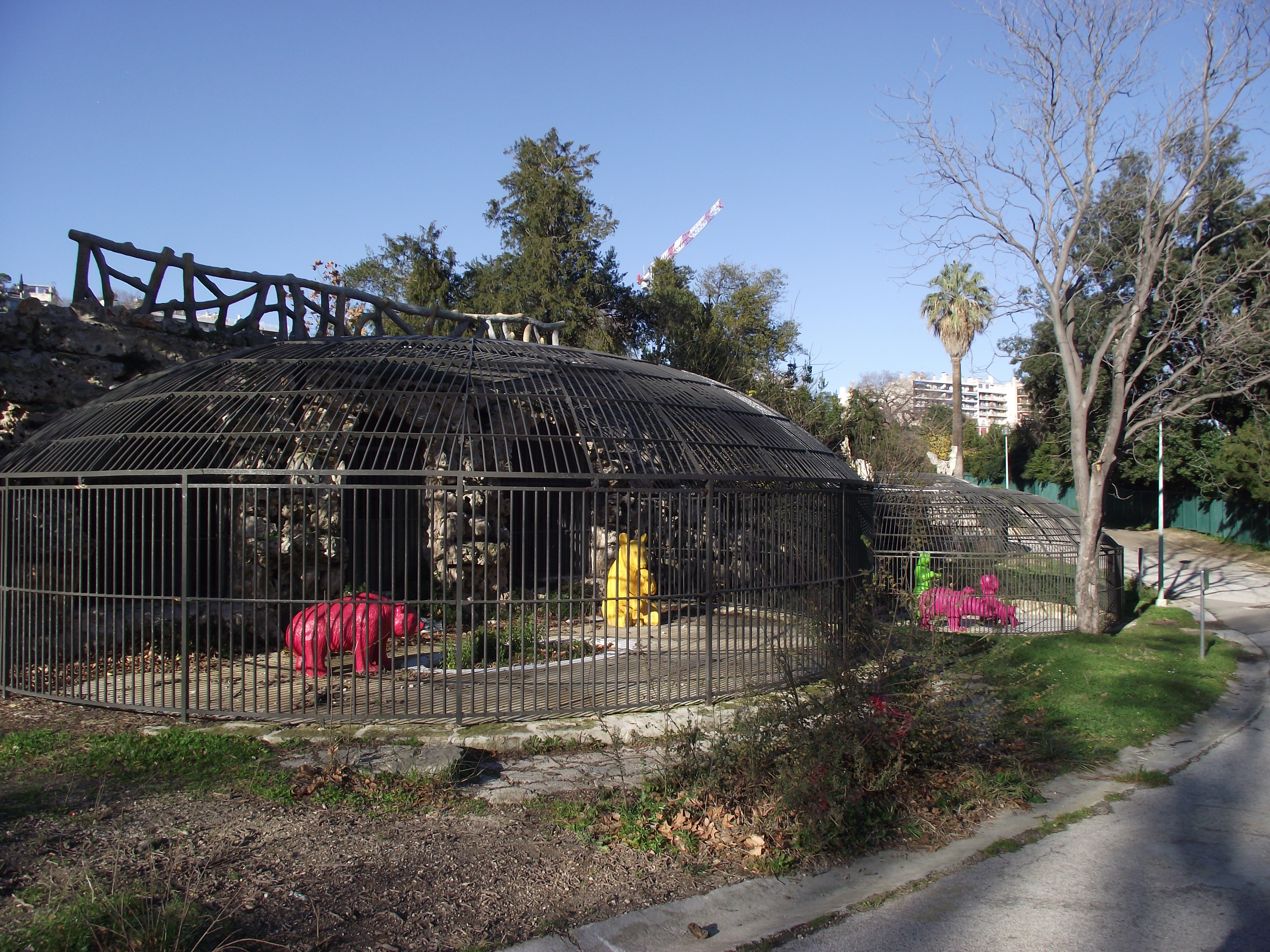
Ehemaliger Bärenkäfig im Jardin Zoologique

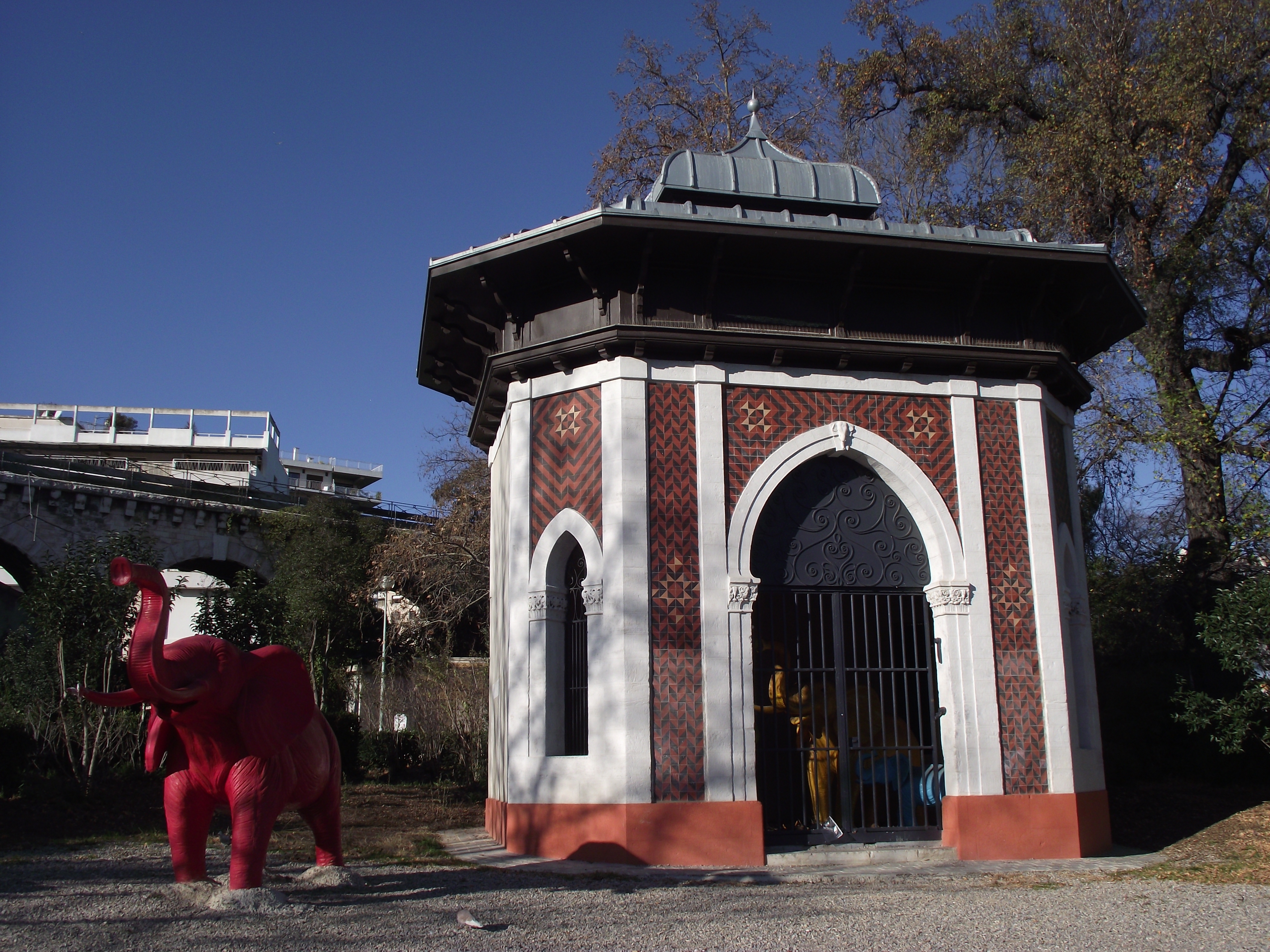
Ehemaliger Pavillon der Elefanten

Der Parc Longchamp entstand zusammen mit dem Palais Longchamp im Zweiten Kaiserreich. Um die Trinkwasserversorgung sicherzustellen, ließ die Stadt unter Leitung des Ingenieurs Franz Mayor de Montricher den Canal de Marseille errichten, der Wasser aus dem Fluss Durance nach Marseille liefern sollte. Der Park und das Palais Longchamp stellen den Abschluss dieser Baumaßnahme dar, dessen auffälliges Sinnbild die aufwendig gestaltete Brunnenanlage vor dem Palais Longchamp ist. Das Wasser hierzu kommt aus zwei großen Wasserreservoirs, die sich im Park unter dem Plateau Longchamp befinden. Nördlich des Boulevard Cassini ist parallel zur Impassé Ricard Digne am Rande des Parks ein Aquädukt der historischen Wasserleitung erhalten. Das Palais Longchamp und der rückwärtig gelegene Jardin Plateau wurden 1869 eingeweiht. In direkter Nachbarschaft entstand zwischen 1863 und 1864 um die Sternwarte von Marseille der Jardin de l’Observatoire, der heute nicht mehr zum Parc Longchamp gehört. Im Nordosten bestand unterhalb des Jardin Plateau seit 1854 ein Jardin Zoologique (Zoologische Garten). 1987 führte die unzeitgemäße Tierhaltung in kleinen Käfigen und Gehegen zur Schließung des Zoos. Bis in die Gegenwart gibt es im Stadtgebiet von Marseille keinen Zoo. Der nächstgelegene Tierpark befindet sich rund 60 km nordwestlich der Stadt, wo der Zoo La Barben seit 1969 als Privatunternehmen betrieben wird. Die Fläche des ehemaligen Zoos gehört als Jardin Zoologique heute zum öffentlichen Parc Longchamp. Im Rahmen der Ausrichtung von Marseille als Kulturhauptstadt (Marseille-Provence 2013) wurden verschiedene Gebäude des ehemaligen Zoos saniert. Zusammen mit dem Palais Longchamp ist der Parc Longchamp als Monument historique denkmalgeschützt.

## Beschreibung
Am südwestlichen Rand des Park Longchamp steht das Palais Longchamp. Es besteht aus zwei Gebäudeflügeln die durch einen halbkreisförmigen Kolonnadengang miteinander verbunden sind, dessen Mitte als eine Art Triumphbogen bildet. Von der Straße aus gesehen befindet sich im linken Gebäudeflügel das Musée des Beaux-Arts, im rechten Gebäudeteil das Muséum d’histoire naturelle (Naturkundemuseum). Die Gebäudefassaden sind mit reichem Ornamentschmuck und Skulpturen versehen. Vor der Palais steht eine von Treppen flankierte monumentale Brunnenanlage mit verschiedenen Becken, Wasserfällen und Fontänen, wodurch die Anlage auch den Bezeichnung Chateau d’eau erhielt. Umgeben ist dieses Areal von Rasenflächen mit Blumenschmuck. Die Eingangstore an der Place Henri Dunant werden geschmückt durch Steinskulpturen von Antoine-Louis Barye. Am rechten Eingang sind dies ein Tiger mit einer Gazelle und ein Löwe, der ein Wildschwein tötet. Am linken Eingang steht ein Tiger mit einer Hirschkuh und ein Löwe, der ein Mufflon erlegt. Vor dem Naturkundemuseum steht die Skulptur des Naturforschers Museumsdirektors Antoine-Fortuné Marion.

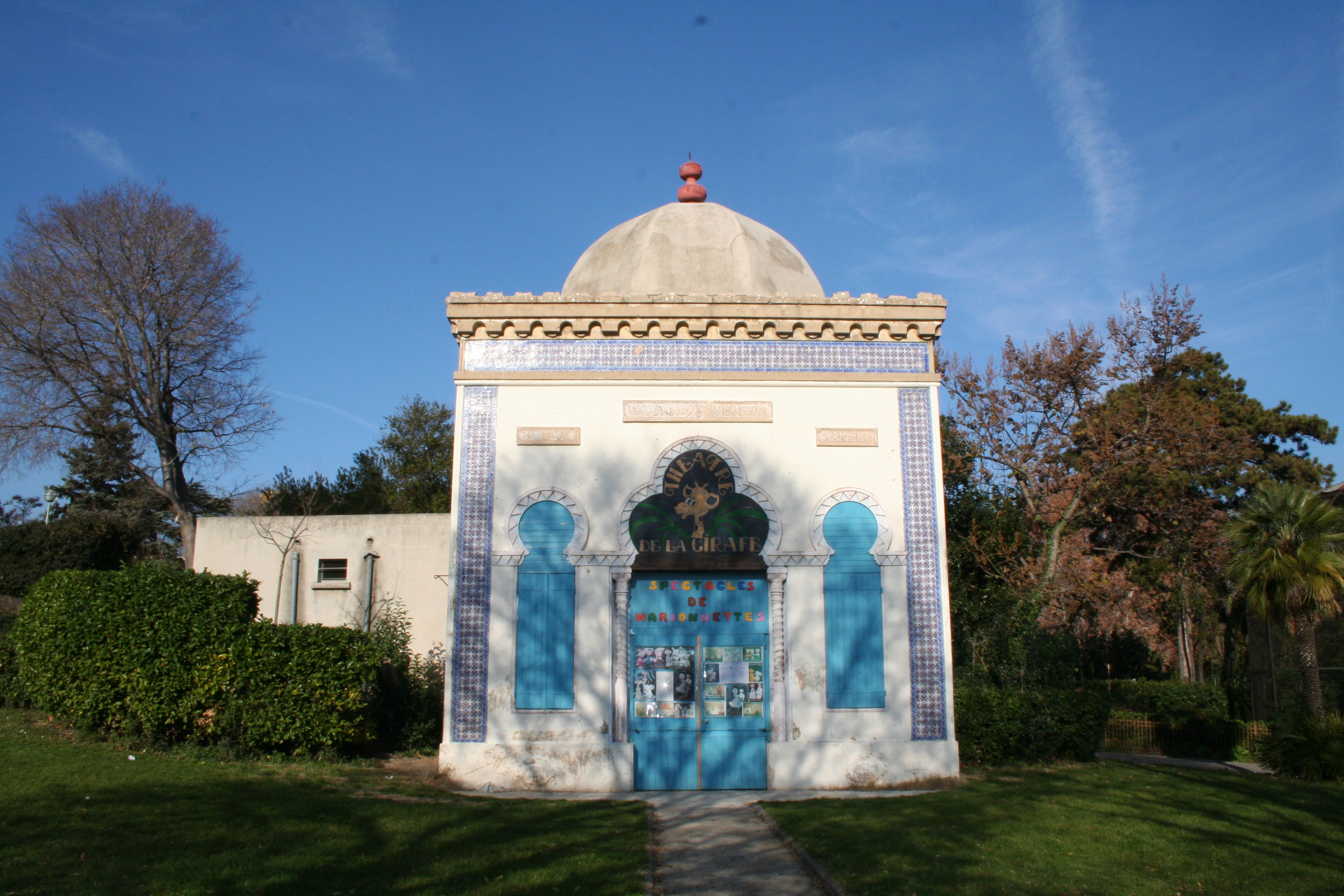
Ehemaliger Pavillon der Giraffen

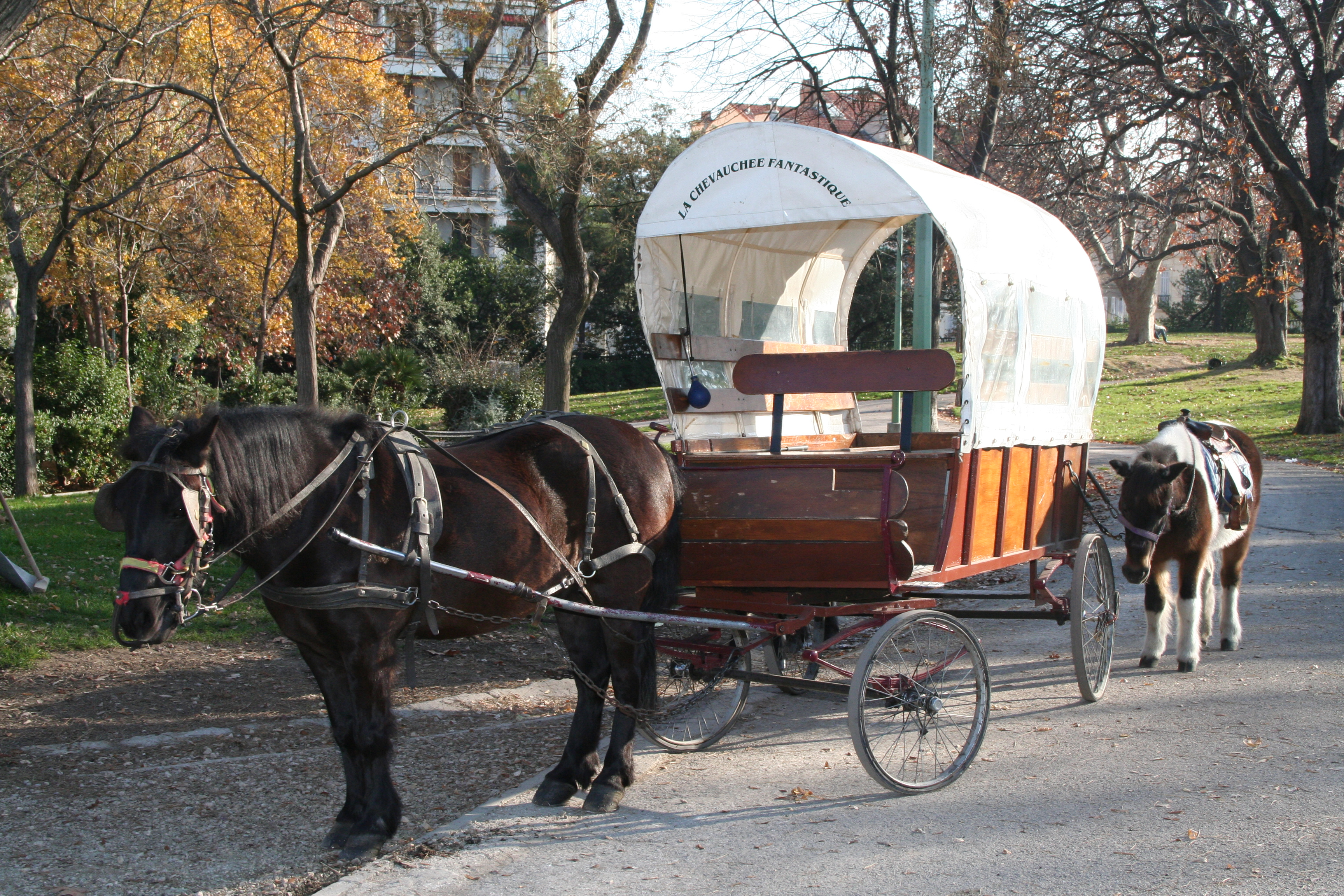
Pony-Kutschfahrten im Parc Longchamp

Durch die Kolonnaden des Palais Longchamp besteht ein direkter Zugang zum dahinter gelegenen Jardin Plateau. Dieser Bereich entstand als Landschaftsgarten nach der von Édouard François André propagierten Gartengestaltung à la française, die englischen Vorbildern folgte. Schmuckelemente sind verschiedene aufgestellte Skulpturen. Hierzu gehören die Darstellung des Malers Adolphe Monticelli von Auguste Carli, die Skulptur des Komponisten Ernest Reyer von Paul Gondard und die des Malers, Bildhauers und Romanciers Valère Bernard von Oskar Eichacker. Alle drei Dargestellten Personen stammen aus Marseille. Eine weitere Skulptur ist dem Dichter Alphonse de Lamartine gewidmet, deren Entwurf von Albert Bouquillon stammt. Diese Skulptur war 1891 zunächst in Bronze ausgeführt und wurde 1942 kriegsbedingt durch eine Steinskulptur ersetzt. Darüber hinaus gibt es eine Skulptur des provenzalischen Dichters Frédéric Mistral von Louis Botinelly. Als Kontrapunkt zur aufwendigen Brunnenanlage vor dem Palais Longchamp steht im Jardin Plateau ein kleiner Trinkwasserbrunnen, ein nach Pariser Vorbild errichteter Wallace-Brunnen. Zum Freizeitangebot gehört in diesem Parkbereich eine als Bar bezeichnete Gartenwirtschaft, ein Kinderspielplatz und gegen Entgelt angebotenen Ponykutschfahrten.
Unterhalb des Jardin Plateau beginnt der ehemaligen Zoobereich. Diese auch heute noch Jardin Zoologique genannte Gartenfläche erstreckt sich zu beiden Seiten des Boulevard Cassini, die durch eine Fußgängerbrücke verbunden sind. Aus der Zeit als Tierpark gibt es noch verschiedenen Bauten, darunter der orientalisch anmutende Pavillon der Elefanten und den mit türkiser Keramik geschmückten Pavillon der Giraffen. Darüber hinaus gibt es eine cabane rustique, eine Holzhütte, die einst von Straußen bewohnt war. Diese Gebäude wurden im Rahmen der Kulturhauptstadt Marseille 2013 saniert. Aus dieser Zeit stammt auch die Installation Funny Zoo, bei der eine Reihe von farbenfrohen Tierskulpturen aufgestellt wurden, die an die früheren Zootiere erinnern sollen. Diese Tierskulpturen bevölkern vor allem die leerstehen Käfige und Volieren. Zu den weiteren Gebäuden gehört ein historischer Musikpavillon, in dessen sich eine Brunnenanlage mit Wasserfall befindet. Auch in diesem Parkbereich gibt es Kinderspielplätze und es wird Ponyreiten angeboten.

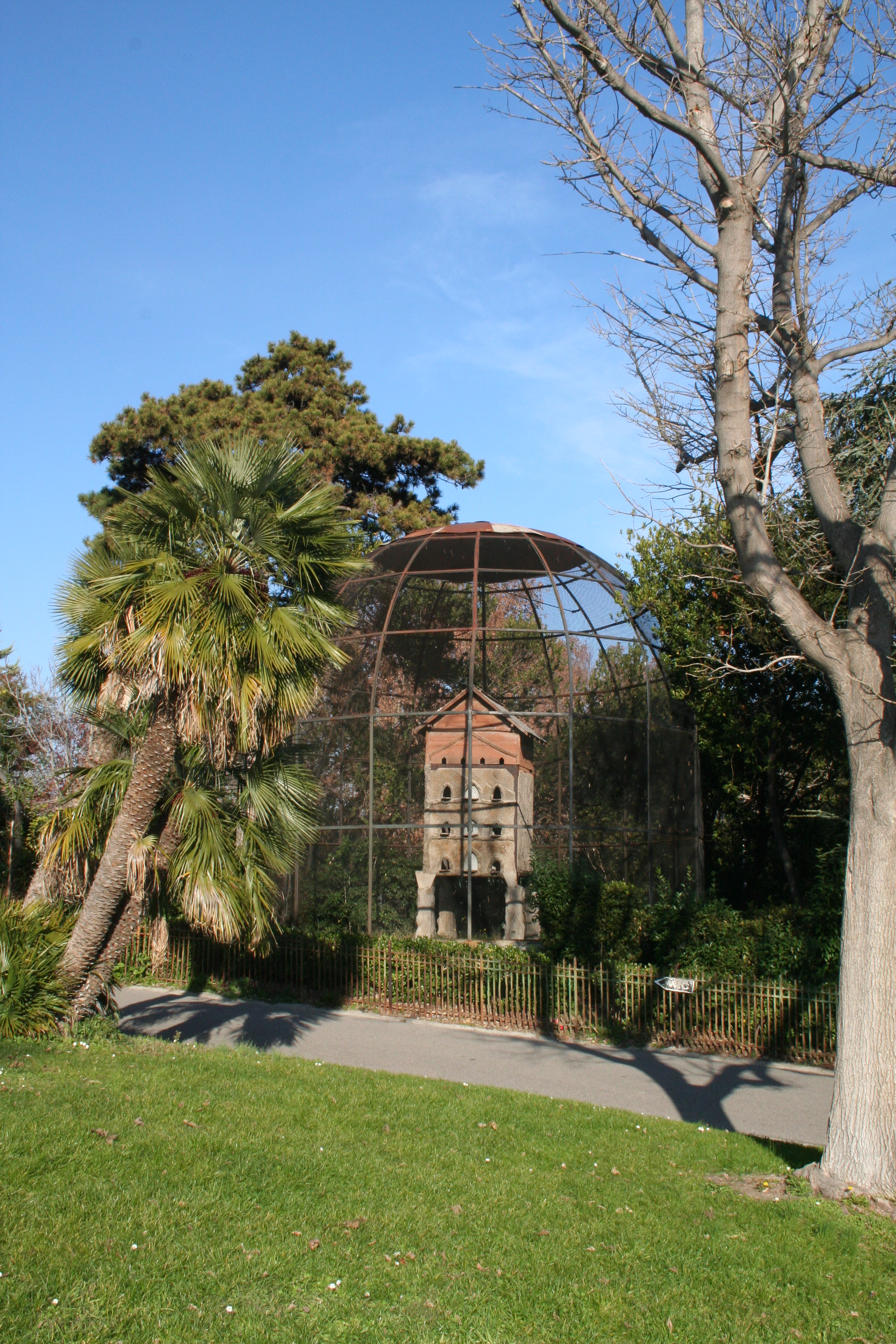
Ehemalige Voliere

Im Park leben keine eigentlichen Zootiere mehr. An Wildtieren können vor allem verschiedene Vogelarten beobachtet werden. Dazu gehören Arten wie beispielsweise Mittelmeermöwe, Mauersegler, Turmfalke, Wintergoldhähnchen, Hausrotschwanz, Girlitz, Haubenmeise, Tauben und verschiedene Wasservögel. Wie in einem Arboretum wurden viele unterschiedliche Baumarten gepflanzt, darunter auch exotische Sorten. Insgesamt stellt sich eine reiche Vegetation dar: Aleppo-Kiefer, Amberbäume, Blutpflaume, Brandkräuter, Brasilianische Guave, Chinesischer Klebsame, Chinesische Wisteria, Echter Lorbeer, Europäische Eibe, Franchets Zwergmispel, Geißklee, Gewöhnlicher Buchsbaum, Glanzmispeln, Hebe, Jasminum, Japanische Aukube, Japanischer Liguster, Japanischer Pfeilbambus, Japanischer Spindelstrauch, Kronwicken, Lagerströmien, Lambertshasel, Lorbeerblättriger Schneeball,
Lorbeerkirsche, Mädesüß, Mönchspfeffer, Myrte, Orangenblumen, Scheinmyrte,  Schmalblättriger Klebsame, Schwarzkiefer, Sibirische Ulme, Stechpalmen-Kreuzdorn, Stieleiche, Straucheibisch, Strauchiger Gamander, Wacholder, Weigelien, Wiesen-Schaumkraut, Winter-Jasmin, Wintergrüne Ölweide und Zwergpalme.
Der Park ist bei freiem Eintritt ganzjährig geöffnet. Es gibt jedoch nächtliche Schließzeiten, die je nach Jahreszeit variieren.